# Blemias (mitología)

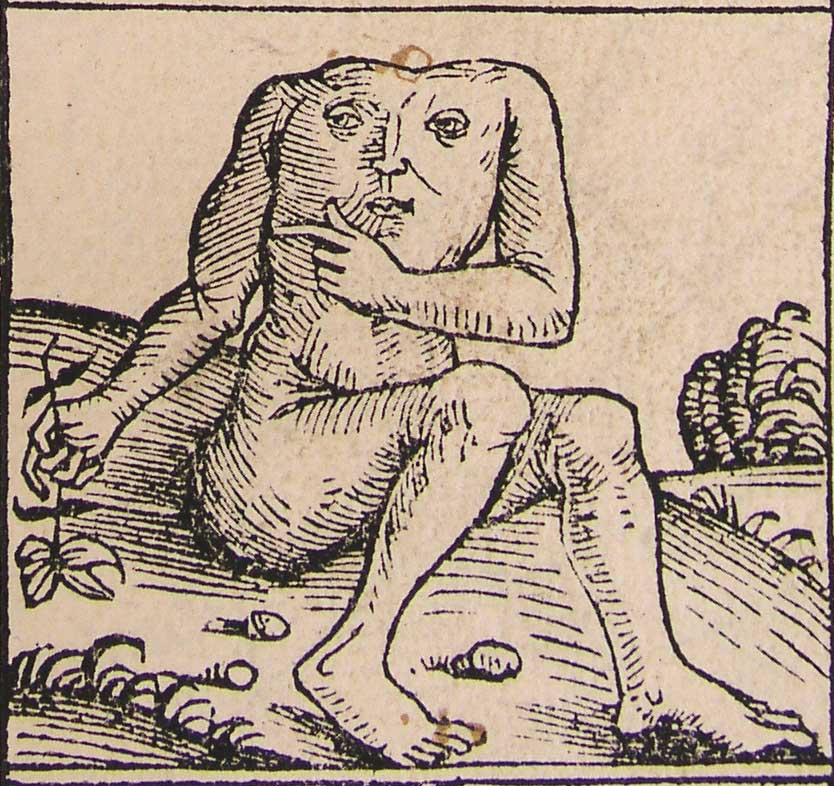
Una fantasiosa representación de blemio según las Crónicas de Nuremberg (1493).

Los Blemias (en egipcio antiguo: brhm; en griego: Βλέμμυες o Βλέμυες) son una raza mitológica de hombres sin cabeza de la tradición romana, que tienen los ojos en los hombros y la boca en el tórax, y que tienen su paralelo en Grecia (epistigi), China (sing. t´ien), Sudamérica (ewaipanonas) o el Caribe (chiparemis).
El mismo nombre se aplica a un conjunto de pueblos históricos de lengua cushítica que habitaron lo que actualmente es el área oriental de Sudán, junto al mar Rojo.

## Otros nombres
También son conocidos como Blemios, Blemmyos, Blemmyes, Blemmyaes, Blemmytas o Bleminges, tanto si se refiere a Blemias como al pueblo africanos de los Blemios.

## Origen
La fuente de información original acerca de los Blemias es Plinio el Viejo, en su compilación Historia Natural. En el Libro V, que describe África, aparecen diversos pueblos con características fantásticas: Gampasantes, Blemias, Gotapans o Himantópodas.
En concreto, los Blemias son descritos como: "Blemmyes traduntur capita abesse, ore et oculis pectore adfixis", es decir: "Blemias, que no tienen cabeza y tienen la boca y los ojos en el pecho".
Algunos de estos personajes monstruosos reaparecen y se reelaboran luego en textos medievales y renacentistas, en la escultura medieval (capiteles románicos, etcétera) y en emblemas y grabados, y, especialmente los blemias o "acéfalos".

## Explicación
La extraña descripción de los Blemias de Plinio el Viejo, se ha explicado por la ausencia de conocimiento directo, ligado a las vestimentas guerreras del pueblo africano en los confines de Egipto que las fuentes llaman Blemios, y que incursionaron numerosas veces en Egipto.
Según Eugen Strouhal la confusión se debería al equipamiento bélico de los blemios históricos, consistente en un yelmo o máscara de mimbre complementado por un escudo oval decorado que cubría desde la nariz hasta las rodillas, y de los que se han encontrado restos arqueológicos en Qasr Ibrim. Un guerrero así equipado y visto desde la distancia, daría la impresión de no tener cabeza. La necesidad de ver y comer obligaría a ubicar ojos y boca en el pecho.

## Transmisión en fuentes clásicas
La reutilización de materiales contribuyó al mantenimiento de los Blemias mitológicos en los textos, con mayor o menor escepticismo, y a menudo confundiéndolos con los Blemios históricos.
En su Chorografía, Pomponio Mela también transmite noticias acerca de los Blemias, pero con reservas mentales acerca de su caracterización acéfala («Intra, si credere libet, vix jam homines et magis semiferi... Blemmyes, Satyr.»).
Solino en sus Collectantes de Mirabilis Mundi (circa del año 200) también recoge la existencia de Blemias: «Blemmyas credunt truncos nasci parte, qua caput est, os tamen et oculos habere in pectore».

## El papel del Cristianismo en la transmisión de la imagen de los Blemias. Difusión medieval
La imagen es utilizada profusamente por los cristianos para demonizar a los paganos tanto más que los blemios históricos. Tienen, por un lado, una situación cultural privilegiada en Egipto, manteniendo abierto al culto el Templo de Isis en Philae, debido a condicionantes de política exterior romana que datan de Diocleciano, y que perviven pese a la orden de cierre de templos paganos de Teodosio. Por el otro lado, los Blemios tienen un largo historial de incursiones en el Alto Egipto, que arranca desde al menos el siglo V a. C..
Agustín de Hipona, en La ciudad de Dios, proporciona la imagen prototípica de los Blemias (y otros humanos fantásticos), que pervivirá en el imaginario cristiano contra los paganos y a los cuales asegura haber visto durante sus viajes apostólicos por Etiopía, según un episodio ampliamente difundido en el Renacimiento, pero probablemente apócrifo.
En el siglo VI, Cosmas Indicopleustes mantiene en su Topografía Cristiana la existencia de dos tipos de Blemias diferentes: unos con boca y ojos en el pecho y otros con los ojos en los hombros.
Las noticias de Plinio son asumidas y transmitidas por autores como Isidoro de Sevilla (en las Etimologías), Gervasio de Tilbury y Honorio de Autum (en su Imago mundi (circa 1123).
La imagen de los Blemias se extenderá territorialmente, principalmente hacia la India (debido a la confusión entre Etiopía, la India, la Leyenda de Santo Tomás y el Reino del Preste Juan, bien aliñadas por el desconocimiento), pero en general pudiendo aparecer anécdotas o noticias de “hombres acéfalos” en las zonas limítrofes de la Cristiandad (Rusia, Islandia – existe un manuscrito islandés que presenta dos variantes de acéfalos: una sin cabeza, pero con cuello, y los ojos en el pecho; otra en la que la cabeza parece formar parte del tronco). 
Jean de Mandeville, el ficticio escritor medieval inglés «autor» de Las Maravillas del Mundo (1356), amplió la tipología de los Blemias, describiendo dos formas diferentes, habitantes de la India: «En otra isla, hacia la mitad, habitan gentes de fea estatura y de mala naturaleza, que no tienen cabeza y tienen los ojos en la espalda y la boca, torcida como una herradura, en medio de los pechos. En otra isla, hay numerosas gentes sin cabeza, y que tiene los ojos y la cabeza en la espalda».
Otra obra de factura similar, también escrita en el siglo XIV en castellano (Libro del conoscimiento de todos los reinos e tierras e señoríos que son por el mundo, e de las señales e armas que han cada tierra e señorío por sy e de los reyes e señores que los proveen) habla de los Blemias o Cíclopes de Noruega, “gentes que han las cabezas en los cuellos”, si bien, con un toque de escepticismo, señala que “non los vi”.

## Difusión renacentista
De los Acéfalos se sigue hablando a finales del siglo XV en obras como la del médico Hartmann Schedel Liber chronicorum (1493).
La creencia en «hombres acéfalos» no solo se mantiene en el siglo XVI, sino que se multiplica, refiriéndolos tanto en Europa como en el nuevo continente descubierto, al que se trasladan numerosos mitos antes ubicados en África o Asia, tanto en fuentes hispánicas como en fuentes anglosajonas.
Así, en el caso de Europa, se proporcionan noticias que refieren a la existencia en Leiden, el 14 de octubre de 1514, de «un niño sin cabeza que tenía los ojos y la boca en el pecho», o se refleja en otros documentos, como un mapa en una obra anónima el siglo XVI, en que se agolpan todo tipo de seres humanos de características fantásticas.
Entre las fuentes anglosajonas que trasladan la existencia de los Blemias a América, se pueden destacar Los Viajes de Hakluyt, que alude al río y territorio de Gaora o Caora, habitado por hombres que se ajustan a la imagen de los Blemias de Plinio, o a los habitantes de la Guayana descritos por Walter Raleigh, que aparecen con el nombre de Ewaipainoma.

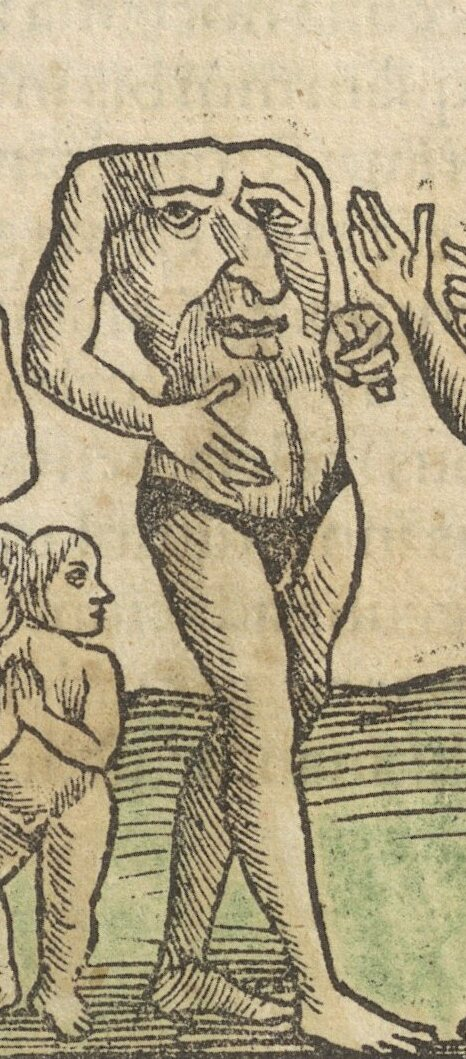
Blemia

Sebastian Münster (en Cosmographia universalis, de 1544) y Konrad Licostene (Prodigiorum ac ostentorum chronicon, de 1557) mantienen la existencia de seres fantásticos como realmente existentes. La tendencia se mantiene en el siglo XVII, como muestran Fortunio de Licenti (De monstrorum caussis, natura et differentiis, de 1616) o Ulises Aldrvandi (Monstrorum historia, de 1642).
Ejemplo de que la imagen de los Blemias se mantiene vigente se denota en su uso general: el mismo William Shakespeare alude a ellos en Otelo.

## ElsigloXVIII: el principio del escepticismo
La imagen de los Blemias como seres realmente existentes empieza a decaer en el siglo XVIII, cuando son relegados, junto con otros seres míticos, al catálogo de figuras fantásticas, como se muestra en la obra de Benito Jerónimo Feijoo Teatro crítico universal: «Las Historias nos refieren haber en algunas partes del Universo, o que han existido habitadores, que parecen bestias, aún más que hombres, llamados Egipanes, Blemias, Sátiros, Cinocéfalos, Monóculos, etc». «Y porque hay muchos, que fundados en la autoridad de San Agustín, tienen por verdadera aquella fábula, nos ha parecido preciso desengañarlos introduciendo en el mismo desengaño otro nuevo precepto que puede agregarse a los demás de este Discurso, para reglar la Fe Humana».